# Enrico Sognato
Enrico Sognato (Roma, 7 maggio 1969) è un cantautore, compositore e chitarrista italiano.

## Biografia
Iscritto alla facoltà di giurisprudenza, dichiara di sperare di non dover mai diventare avvocato, perché nessun mestiere gli è stato mai più distante.
Gira sempre con un registratore in tasca per catturare i suoi pensieri e quelli della gente, le parole dei tassisti, le cose che le persone si dicono e che, apparentemente, sembrano insignificanti.
Artigiano della musica, costruisce le sue canzoni partendo dai testi, che a loro volta diventano melodie e che, infine, veste con arrangiamenti che cura personalmente.

## Carriera
Partecipa a Sanremo Giovani 1995 con il brano X... mi hai fatto perdere la testa, non riuscendo a qualificarsi alla successiva edizione del Festival di Sanremo.
Nello stesso anno scrive Basta con il rap per Francesca Schiavo, e suona le tastiere nel suo album Francesca!!!.
Viene ammesso al Festival di Sanremo 2000 con il brano E io ci penso ancora, che si classifica all'ottavo posto nella sezione "Nuove Proposte".
In seguito collabora come autore, compositore, chitarrista e produttore degli Zero Assoluto.

## Discografia

### Album in studio
- 1995 – Scambierei figurine con chiunque
- 2001 – Enrico Sognato